# A+ (EP)
A+ là EP thứ tư của ca sĩ Hàn Quốc Hyuna. Album được phát hành vào ngày 21 tháng 8 năm 2015, phiên bản đĩa cứng được phát hành ngày 24 tháng 8. Bài hát chủ đề là "Roll Deep (Because I'm The Best)".

## Quảng bá
Vào ngày 4 tháng 6 năm 2015, một thông báo từ Cube Entertainmet cho biết Hyuna đang chuẩn bị cho kế hoạch trở lại vào tháng 8. Vào ngày 9 tháng 8, Cube Entertainment đăng tải một đoạn trailer được quay tại Los Angeles cho EP này, và xác định ngày phát hành là ngày 21 tháng 8. Vào ngày 13 tháng 8, "Because I'm the Best" (hay "Roll Deep" trên các trang âm nhạc quốc tế) với sự góp giọng của BTOB Jung Ilhoon được thông báo là bài hát chủ đề.
Vào ngày 20 tháng 8, video âm nhạc "Because I'm The Best" được đăng tải trên kênh YouTube của 4Minute. Ngày 6 tháng 9, phiên bản gốc của video này được đăng tải kèm giới hạn độ tuổi là 19+.
Ngày 14 tháng 9 năm 2015, Hyuna đăng tải đoạn video ngắn cho bài hát phụ "Run & Run".

## Danh sách bài hát
| Danh sách bài hát | Danh sách bài hát                                   | Danh sách bài hát                                 | Danh sách bài hát                      | Danh sách bài hát                    | Danh sách bài hát |
| STT               | Nhan đề                                             | Phổ lời                                           | Phổ nhạc                               | Arrangement                          | Thời lượng        |
| ----------------- | --------------------------------------------------- | ------------------------------------------------- | -------------------------------------- | ------------------------------------ | ----------------- |
| 1.                | "Run & Run (Intro)"                                 | Hyuna, Seo Jaewoo, Big Sancho                     | Seo Jaewoo, Big Sancho                 | Seo Jaewoo, Big Sancho, Son Youngjin | 01:31             |
| 2.                | "Roll Deep (Because I'm The Best)" (ft Jung Ilhoon) | Seo Jaewoo, Big Sancho, Son Youngjin, Jung Ilhoon | Seo Jaewoo, Big Sancho, Son Youngjin   | Seo Jaewoo, Big Sancho               | 03:22             |
| 3.                | "Ice Ice" (ft. Yuk Jidam)                           | Big Sancho, Hyuna, Yuk Jidam                      | Seo Jaewoo                             | Seo Jaewoo, Big Sancho               | 03:16             |
| 4.                | "Get Out of My House" (ft. Kwon Jungyeol)           | Big Sancho, Jung Ilhoon, Kwon Jungyeol            | Big Sancho, Jung Ilhoon, Kwon Jungyeol | Seo Jaewoo, Big Sancho               | 03:22             |
| 5.                | "Serene"                                            | Seo Jaewoo, Son Youngjin, Hyuna                   | Seo Jaewoo, Son Youngjin               | Seo Jaewoo, Son Youngjin             | 03:42             |
| Tổng thời lượng:  | Tổng thời lượng:                                    | Tổng thời lượng:                                  | Tổng thời lượng:                       | Tổng thời lượng:                     | 15:16             |

## Bảng xếp hạng

### Bảng xếp hạng âm nhạc
| Bảng xếp hạng                | Vị trí cao nhất | Ref    |
| ---------------------------- | --------------- | ------ |
| Gaon Weekly Albums Chart     | 5               | [ 10 ] |
| Gaon Monthly Albums Chart    | 15              | [ 11 ] |
| Billboard World Albums Chart | 2               | [ 13 ] |

### Doanh số và chứng nhận
| Bảng xếp hạng       | Doanh số | Ref    |
| ------------------- | -------- | ------ |
| Gaon physical sales | 7,703+   | [ 14 ] |

## Lịch sử phát hành
| Quốc gia | Ngày                | Định dạng   | Nhãn đĩa           |
| -------- | ------------------- | ----------- | ------------------ |
| Hàn Quốc | 21 tháng 8 năm 2015 | Tải nhạc số | Cube Entertainment |
| Hàn Quốc | 24 tháng 8 năm 2015 | CD          | Cube Entertainment |
| Hoa Kỳ   | 18 tháng 9 năm 2015 | Tải nhạc số | Cube Entertainment |